# Lutonina
Lutonina (en allemand : Lutonin, précédemment : Luttonina) est une commune du district et de la région de Zlín, en République tchèque. Sa population s'élevait à 417 habitants en 2020.

## Géographie
Lutonina se trouve à 3 km au nord-est de Vizovice, à 17 km à l'est de Zlín, à 93 km à l'est de Brno et à 266 km à l'est-sud-est de Prague.
La commune est limitée par Jasenná au nord et au nord-est, par Ublo à l'est et au sud-est et par Vizovice au sud-ouest et à l'ouest.

## Histoire
La première mention écrite du village date de 1261.

## Transports
Par la route, Lutonina trouve à 15 km de Vsetín, à 17 km de Zlín, à 113 km de Brno et à 319 km de Prague.